# 土屋希乃
土屋 希乃（つちや きの、2008年8月25日 - ）は、日本の子役タレント。愛称は「希乃ちゃん」「きのっぺ」など。
東京都港区出身。ヒラタオフィス所属。弟は土屋瑛輝。特技は運動、お絵かき。

## 経歴
2008年8月25日生まれ。2009年、0歳の時に芸能界入り。
2010年、1歳の時に「ピジョン、あわソープ」のCFで子役デビュー。同年NHK教育テレビ、『いないいないばあっ!』にレギュラー出演。
2013年に公開された緒方貴臣監督の映画『子宮に沈める』で、母親に置き去りにされた2人の子の役を実の弟土屋瑛輝と共に演じた。撮影当時は3歳。
2014年11月3日(文化の日)にイオンレイクタウンで行われた、2015年度 小学一年生（小学館）レギュラーモデル公開オーディションでは『アナと雪の女王』の挿入歌「生まれてはじめて」を披露し入賞した。
WOWOWが毎年実施している「WOWOWシナリオ大賞」第9回受賞作をドラマ化する「ドラマW　稲垣家の喪主」では、WOWOWドラマ史上最年少となる主人公・稲垣宙太（子役）の友人「早乙女ルナ」を演じた。
2017年4月3日から2年間NHK Eテレ『ゴー!ゴー!キッチン戦隊クックルン』のアズキ役でレギュラー出演していた。
2020年12月22日、小学校6年生の際に『第9回ニコ☆プチモデルオーディション』にてグランプリを受賞。2021年2月号より同誌専属モデルとしてデビューを果たした。
2022年上半期の連続テレビ小説「ちむどんどん」で、比嘉家の長女・良子（川口春奈）の子ども時代を演じ、最終回では良子の孫を演じた。

## 人物
- 将来の夢はホットケーキ屋さんになることで、ハワイにお店を出すことを夢見ているが「女優さんになること」も目標としている[5]。
- 好きな食物は焼肉、小籠包、納豆、うどん、ホットケーキ、チャーハン、ラーメン、駄菓子など。
- 運動が大好きで、特に走ることが大好き。他にはバレエが好きである[6]。

## 出演

### CM
- ピジョン、あわソープ（2010年）
- ハウス食品、マカロニグラタン（2012年）
- T-fal、取っ手のとれる調理器具（2013年）
- エバラ食品工業、浅漬けの素 学ぶ篇（2013年）
- バンダイ、アンパンマンカラーパソコン（2013年）
- パナホーム、家族の絆篇（2013年）
- ユニバーサルスタジオジャパン、ワンダークリスマス（2013年）
- 花王、メリットシャンプー（2014年）
- 再春館製薬所、ドモホルンリンクル、娘が描いた絵篇（2014年）
- ユニバーサルスタジオジャパン、ユニバーサル・ワンダー・クリスマス 2014 家族編（2014年）
- 大阪ガス「フェアリー登場」篇（2015年）
- トヨタホーム、ずっと、ここが、我が家。「夫」篇（2015年）
- 山崎製パン、ヤマザキダブルソフト（2015年）
- 花王、メリットシャンプー（2015年）
- 山崎製パン、ヤマザキクリスマスケーキ（2015年）
- バンダイ、ヒミツのここたま「くるまのにぎやかショップ」篇（2015年）
- エバラ食品工業、プチッと調味料 1人前の愛篇（2016年）
- バンダイ、ヒミツのここたま「すてきなティーポットのおうち」篇（2016年）
- 大阪ガス「フェアリー再登場」篇（2016年）
- バンダイ、ヒミツのここたま「あそびたっぷり!ここたまランド」篇（2016年）
- 日本公文教育研究会、冬『子どもの成長』編（2017年）
- 日本公文教育研究会、夏『どこで学んだ?』編（2020年）
- エバラ食品工業、プチッと鍋 3人家族ならキムチ鍋篇・3人家族なら担々ごま鍋篇（2020年）

### 映画
- 子宮に沈める（2013年）幸 役
- 小川町セレナーデ（2014年）小夜子（幼少期）役
- がんばれいわ!!ロボコン ウララ〜!恋する汁なしタンタンメン!!の巻（2020年）ロビン 役[7]
- 湖の女たち（2024年）服部三葉 役[8]

### 雑誌
- ニコ☆プチ（2021年2月号 - 、新潮社）専属モデル
- ニコ☆プチKIDS、ニコ☆プチ（2014年 - 2015年、新潮社）レギュラーモデル
- 小学一年生（2015 - 2016年、小学館）レギュラーモデル[2]
- Aneひめ（2016年9月、講談社）

### テレビドラマ
- 今日の日はさようなら（2013年8月24日、日本テレビ）カナ 役
- 血の轍（2014年1月、WOWOW）兎沢さわこ 役
- 8.12日航ジャンボ機墜落 事故30年の真相（2015年8月12日、TBS）
- 土曜ワイド劇場 ショカツの女 新宿西署 刑事課強行犯係11（2015年11月21日、テレビ朝日）江端理沙 役
- 世界の文学がわかる!あらすじ名作劇場「小公女」（2016年6月1日、BS朝日）
- 稲垣家の喪主（2017年3月18日、WOWOW）早乙女ルナ 役[9]
- 相棒 season18（2019年11月20日、テレビ朝日） ‐ 片倉莉奈 役
- 浦安鉄筋家族　2発目・3発目・4発目・5発目・7発目・9発目・11発目（2020年4月18日・25日・5月2日・9日・8月22日・9月4日・18日  、テレビ東京） ‐ 菊池あかね 役
- ちむどんどん（2022年4月11日 - 2022年9月30日、NHK総合） ‐ 比嘉良子（少女時代）役、比嘉良子の孫役
- ウルトラマンオメガ 第5話（2025年8月2日、テレビ東京） - ニシキミコ 役

### その他のテレビ番組
- いないいないばあっ!（NHK教育テレビ）レギュラー（2010年）
- ゴー!ゴー!キッチン戦隊クックルン（2017年4月 - 2019年3月、2023年8月17日、NHK Eテレ） -アズキ役 [4]

### ミュージックビデオ
- Nissy（西島隆弘）「ハプニング」（2016年8月24日）シングル「まだ君は知らない MY PRETTIEST GIRL」に収録
- 小松未可子「HEARTRAIL」（2017年5月10日）アルバム『Blooming Maps』収録曲)

### その他
- 三井住友銀行（2011年）
- ベネッセコーポレーション（2011年）
- イオン 、七五三（2011年）
- Coleman（2012年）
- ファミリーマート（2012年）
- ベネッセコーポレーション（2012年）
- アサヒコーポレーション 、アサヒ健康くん（2012年）
- コンビ 、ベビーカー（2012年）
- ダイハツ工業、ダイハツカフェプロジェクト（2013年）
- コピス吉祥寺、3周年祭（2013年）
- ユトリシア四番街 U4（2013年）[10]
- 矢部プロカッティング、幼稚園 園服カタログ（2014年）
- スタジオアリス、七五三（2015年）
- 花王、ミッキーシェイプの泡で手洗いしよう!（2015年）
- イオン、七五三（2015年）
- トヨタ自動車、ハピカラ（2015年）
- ベネッセコーポレーション、進研ゼミ小学講座（2015年）
- ナルミヤ・インターナショナル pom ponette junior（ポンポネットジュニア）（2016年）[11]
- イオン、七五三（2016年）
- スタジオアリス、七五三（2016年）
- BMW、MINI、WEB MOVIE（2016年）